# Chwałowice, Rybnik
Chwałowice (tiếng Đức: Chwallowitz) là một quận của Rybnik, Silesian Voivodeship, miền nam Ba Lan. Vào ngày 31 tháng 12 năm 2013, quận có 7.700 cư dân.

## Lịch sử
Ngôi làng được đề cập lần đầu tiên vào năm 1228 với tên Falevich, và sau đó trong Liber fundationis episcopatus Vratislaviensis (khoảng năm 1305) với tên Quelowicz.
Sau Thế chiến I ở Thượng Silesia plebiscite 986 trong số 1.593 cử tri ở Chwałowice đã bỏ phiếu ủng hộ việc gia nhập Ba Lan, chống lại 607 chọn ở lại Đức. Năm 1922, nó trở thành một phần của Silesian Voivodeship, Cộng hòa Ba Lan thứ hai. Sau đó, chúng bị Đức Quốc xã thôn tính vào đầu Thế chiến II. Sau chiến tranh, nó đã được khôi phục lại Ba Lan.
Trong những năm 1945-1954, đó là chỗ ngồi của một gmina. Vào ngày 13 tháng 11 năm 1954, nó đã đạt được trạng thái định cư kiểu đô thị. và vào ngày 18 tháng 8 năm 1962 của một thị trấn. Vào ngày 27 tháng 5 năm 1975, nó đã được hợp nhất với Rybnik.

## Hình ảnh

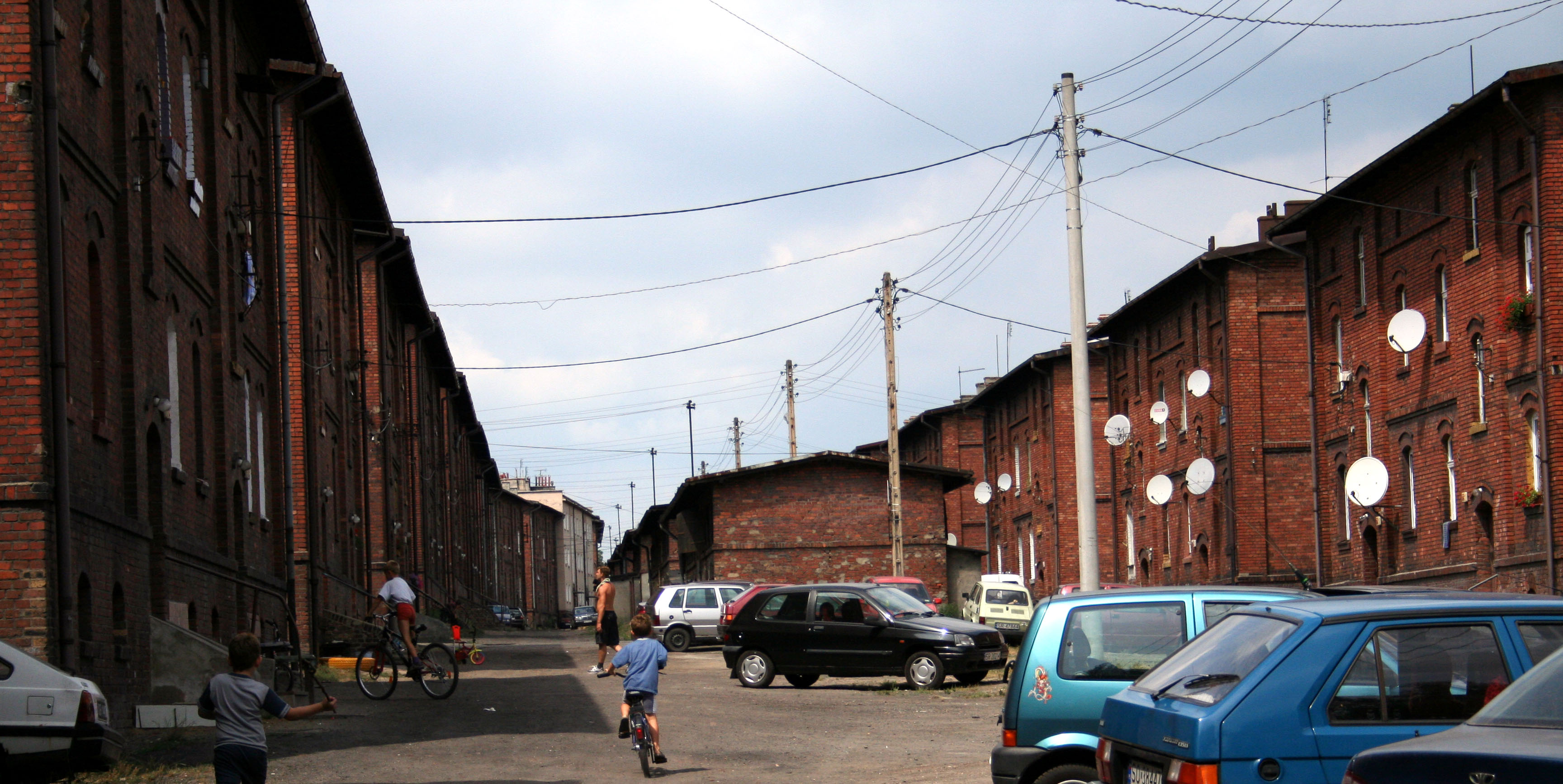
Familok
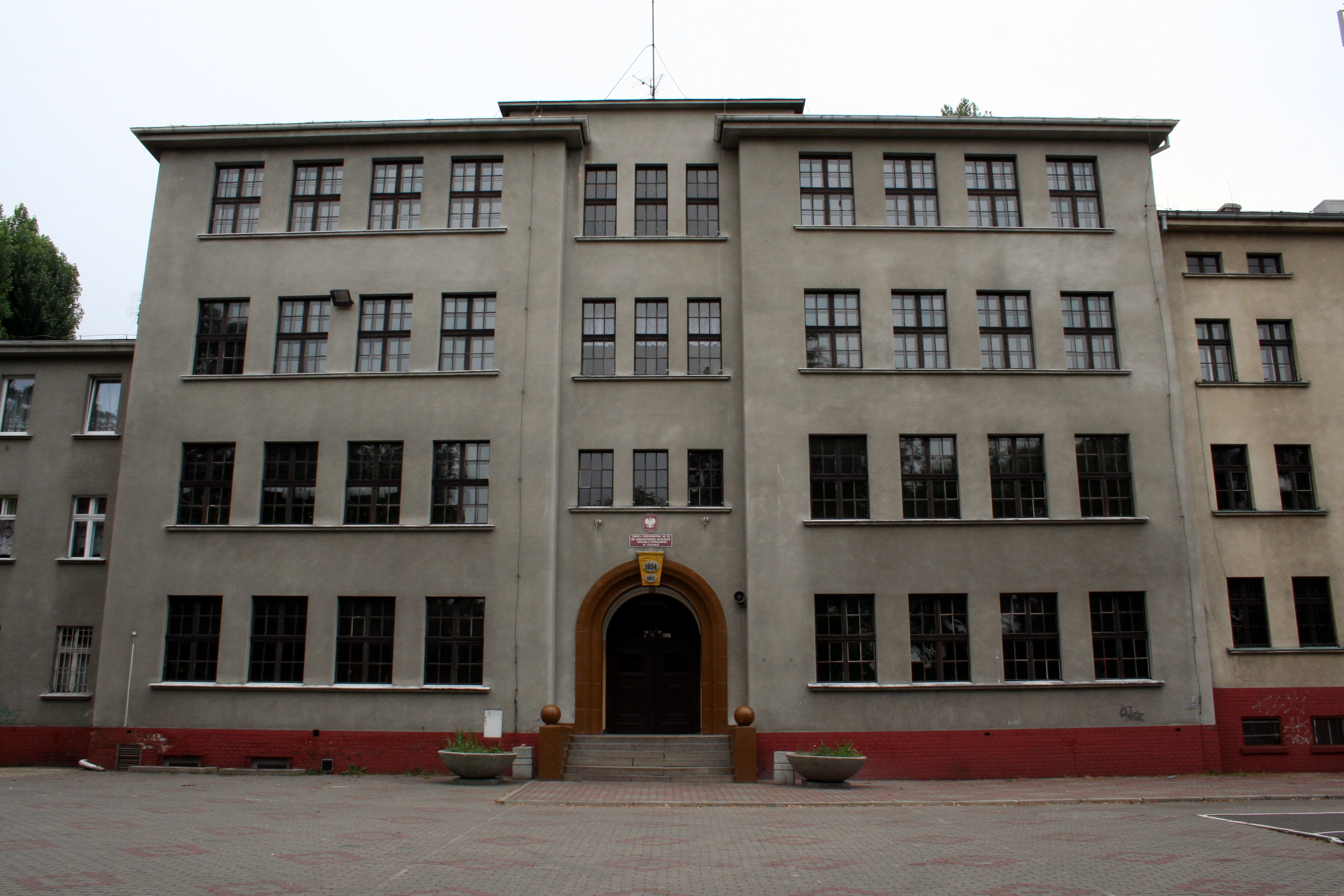
Trường tiểu học